# Отношения между Иран и Туркменистан
Туркменистан и Иран делят обща граница в продължение на над 1000 километра. Двете страни имат добри отношения от обявената през 1991 година независимост на Туркменистан от Съветския съюз. Иран е първата страна, която признава Туркменистан за независима държава. Оттогава двете страни се радват на добри отношения и си сътрудничат в транспорта, развитието на инфраструктурата, икономическия и енергийния сектор.

## Търговия
Стокообменът на Иран с Туркменистан заема второ място по големина след този с Русия. Със съвместни усилия се построяват железопътната линия Теджен-Машхад, струващият 139 милиона долара газопровод Корпеже-Курт Куй в западен Туркменистан, както и намиращият се в южната част на страната, язовир Доусти(„Приятелство“ на персийски), който струва 167 милиона долара. Примери за нарастващото двустранно сътрудничество са електропроводът Балканабад-Алиабад, програма за комуникационно развитие с оптични влакна, строежите на рафинерия в Туркменбаши, бункери и други обекти в Мерв, изграждането на терминали за втечнен газ и автомобилни пътища. През 2009 г. с иранска помощ в Туркменистан са построени или се строят около 100 индустриални проекта.
Поради спада на цените на петрола и природния газ, през 2009 г. годишният търговски стокооборот между двете страни спада до $1,2 млрд. спрямо 3,2 млрд. долара през 2008 г. За периода януари-септември 2007 г. износът на Туркменистан към Иран се увеличава с 42 процента. Основните експортни стоки на Туркменистан към Иран са природен газ, петрол, нефтохимически продукти, както и текстилни изделия. През 2010 г. Туркменистан продава на Иран 8 милиарда кубични метра природен газ спрямо 5.8 милиарда кубични метра през 2005 година. Туркменистан обикновено осигурява 5 на сто от нуждите за газ на Иран. През 2010 г. двете страни официално откриват газопровода Даулетабад – Серахс-Кангиран, с който доставките на природен газ до Иран се увеличават до 20 милиарда кубически метра на година.

## Транспорт

### Железопътен транспорт
Железопътната връзка Казахстан-Туркменистан-Иран е с дължина 667 километра и е част от транспортен коридор Север-Юг. Тя свързва Казахстан и Туркменистан с Иран и Персийския залив. Железопътната линия свързва Узен в Казахстан с Берекет в Туркменистан и завършва в Горган – град в иранската провинция Голестан. В Иран, линията ще се свързва с националната железопътна мрежа и така ще достига до пристанищата в Персийския залив.
Този проект се осъществява в рамките на Ашхабатското споразумение. То е мултимодално транспортно споразумение, което е подписано от Индия, Оман, Иран, Туркменистан, Узбекистан и Казахстан, и цели създаване на международен транспортен и транзитен коридор улесняващ превоза на стоки между страните от Централна Азия и Персийския залив.
Проектът е оценен на стойност от $620 милионаи е съфинансиран от правителствата на Казахстан, Туркменистан и Иран.
Проектът също така има за цел да създаде и мултимодална транспортна система за пътнически превози, която да осигурява безпроблемно свързване в региона. Транснационалният коридор Север-Юг е с дължина до 137 километра в Казахстан, 470 километра в Туркменистан и 70 километра в Иран.
През декември 2007 г. започва работата в Берекет-Туркменистан, а през юли 2009 г. и в Казахстан.
Участък от 311 километра, разположен между Берекет и Бужан в Туркменистан, се финансира от Азиатска Банка за развитие. През февруари 2010 година, между правителството на Туркменистан и Азиатска Банка за развитие, се подписва меморандум за разбирателство за заем на стойност $350 милиона в специален фонд за техническа помощ. Средствата от заема са за инсталация на сигнализираща и комуникационна апаратура по дължината на трасето, снабдяване с оборудване и поддръжка на съоръжения, консултантски услуги, управление и контрол на строителството. През юли 2010 година, проектът получава и заем от Ислямска Банка за развитие на стойност 371.2 милиона долара.
През месец май 2013 г. се завършва 311 километровият участък Берекет-Узен от дългия общо 677 километра железопътен коридор Север-Юг.
През февруари 2014 г. се завършва участъкът между Берекет и Етрек, с дължина 256 километра. Започва строежът на железопътни гари по новата линия.
Железопътната връзка Казахстан-Туркменистан-Иран се открива през октомври 2014 година.
Град Берекет е стратегически важно кръстовище между Транс-каспийската железница (Каспийско море, Туркменистан, Узбекистан и източен Казахстан) и международния железопътен коридор Север-Юг. В града има голямо депо за поправка на локомотиви и модерна пътническа железопътна гара.